# Arie van Lent
Arie van Lent (Opheusden, 31 agosto 1970) è un allenatore di calcio ed ex calciatore olandese, di ruolo attaccante, tecnico dell'Unterhaching.
Possiede il passaporto tedesco.

## Carriera
Dopo aver giocato nelle giovanili di diversi club olandesi venne acquistato ventenne dal Werder Brema, in cui rimase fino al 1998, con una parentesi nella stagione 1992-1993, in cui venne prestato all'Oldenburg, in Zweite Bundesliga. A Brema non riuscì mai ad esprimere il suo potenziale e recitò il ruolo di comprimario, collezionando appena 31 presenze e 6 gol in sette stagioni.
Nella stagione 1999-2000 venne acquistato dal Greuther Fürth, squadra di Zweite Bundesliga, e realizzò 16 reti in campionato, attirando l'attenzione del Borussia Mönchengladbach, retrocesso in Bundesliga nella stagione precedente e clamorosamente fuori dai giochi-promozione al suo primo anno in seconda divisione. Il Borussia lo acquistò nella stagione successiva e, beneficiando dei suoi gol, fece pronto ritorno in Bundesliga. Il salto di categoria non incise sul rendimento di van Lent, che continuò ad segnare regolarmente e divenne uno degli attaccanti più amati della storia del Borussia.
Nel 2004-2005 decise di tornare in Zweite Bundesliga, all'Eintracht Francoforte. Furono ancora una volta le sue marcature a guidare la squadra verso la promozione in Bundesliga. Nella stagione seguente, tuttavia, i continui acciacchi ne minarono il rendimento. Il suo posto in squadra venne preso dal talento greco Ioannis Amanatidis. Nel 2004 van Lent realizzò la rete del definitivo 3-1 nella vittoria casalinga del Borussia sul Monaco 1860 all'ultima di campionato. Quella marcatura passò alla storia in quanto fu l'ultimo gol ufficiale realizzato nel glorioso Bökelbergstadion.
Rescisse il suo contratto a gennaio 2006 per trasferirsi in Regionalliga, al Rot-Weiss Essen. Come nelle due occasioni precedenti il suo arrivo ad una nuova squadra coincise con una promozione, questa volta in Zweite Bundesliga. Come a Francoforte, tuttavia, la stagione seguente fu accompagnata da costanti infortuni e successive ricadute, finché a dicembre 2006 van Lent decise di rescindere il suo contratto.
Ad inizio 2007 comunica ufficialmente la sua intenzione di concludere la carriera di calciatore ed intraprendere quella di allenatore. Dopo aver conseguito il patentino nel marzo del 2007, è stato ingaggiato per la stagione 2007-2008 dall'1. FC Kleve, squadra che milita in Oberliga, la quarta divisione tedesca.
Nel 2012 passa alla guida dei Kickers Offenbach, squadra militante nella Dritte Liga, la terza divisione del campionato tedesco.

## Palmarès

### Giocatore

#### Competizioni nazionali
- Coppa di Germania: 2

Werder Brema: 1990-1991, 1993-1994
- Supercoppa di Germania: 2

Werder Brema: 1993, 1994

#### Competizioni internazionali
- Coppa delle Coppe: 1

Werder Brema: 1991-1992